# Гили-Мотанг
Гили-Мотанг (индон. Pulau Gili Motang) — остров в центре индонезийского архипелага, государства Индонезия. Имеет вулканическое происхождение. Площадь острова около 30 км². Высшая точка — холм Мотанг в центре острова, 441 м.
Уникальный комодский варан обитает на острове в количестве около 100 особей.
Остров входит в национальный парк Комодо.